# Pont d'Alós
El Pont d'Alós és un pont de factura romànica al poble d'Alós, terme municipal d'Alt Àneu, a la comarca del Pallars Sobirà. És un pont de pedra d'una sola arcada, de factura romànica.